# Basilica di Santa Maria delle Carceri
La basilica di Santa Maria delle Carceri si trova nell'omonima piazza nel centro di Prato. Viene considerata un capolavoro architettonico del primo Rinascimento, tappa cruciale della riflessione sugli edifici a croce greca.

## Storia

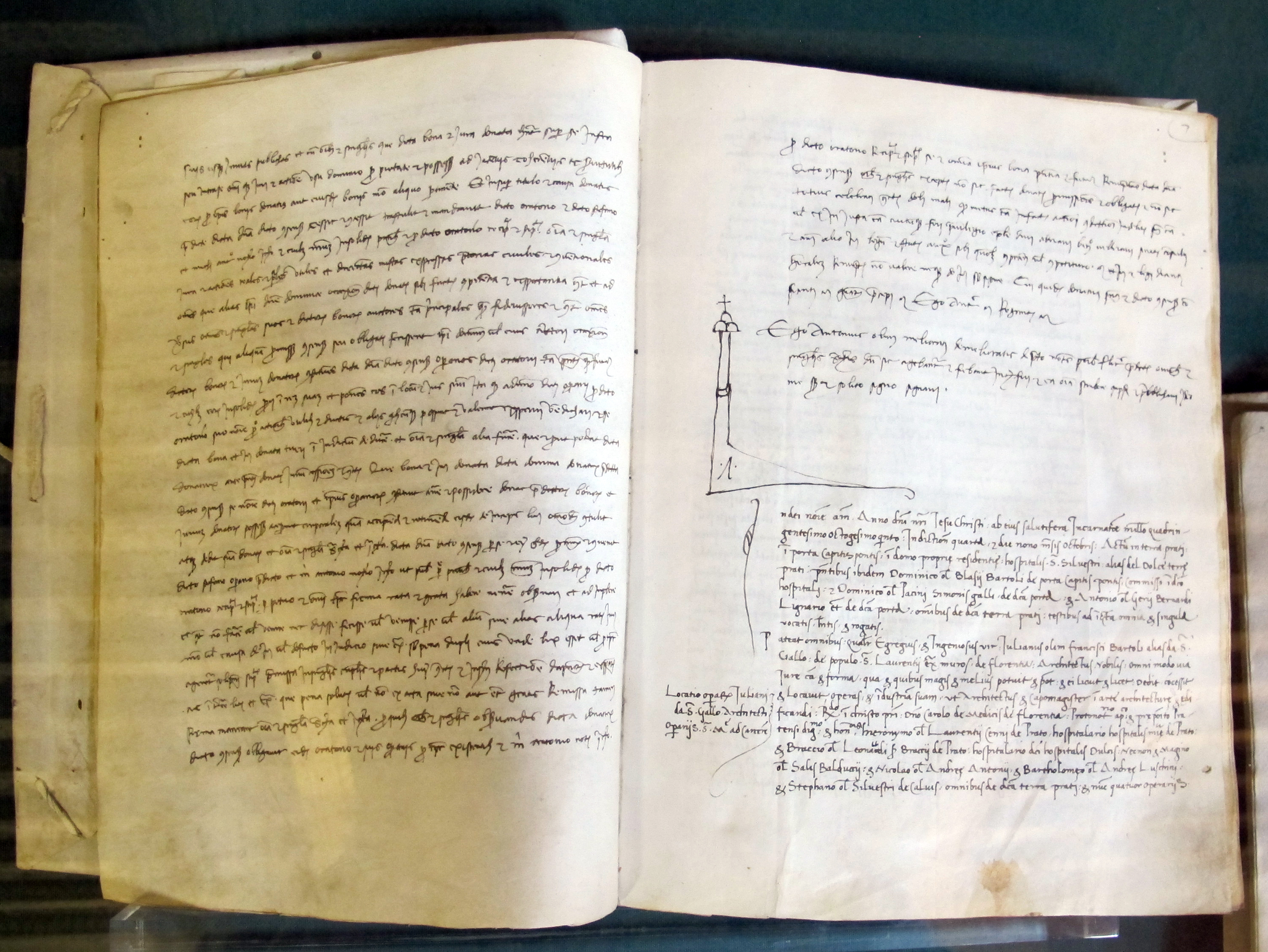
Contratto con Giuliano da Sangallo per la costruzione della basilica

Secondo la tradizione, il 6 luglio 1484 un bambino malato, Jacopino Belcari detto della Povera, vide animarsi l'immagine di una Madonna col Bambino, dipinta sulla parete delle carceri pubbliche di Prato (dette "delle Stinche", come a Firenze), e sarebbe guarito miracolosamente. In seguito alla crescente devozione popolare fu deciso di realizzare in quel luogo una basilica.
Dopo la scelta di un primo progetto, Lorenzo de' Medici impose quello redatto su sue indicazioni dal suo architetto preferito Giuliano da Sangallo, che realizzò una chiesa con pianta a croce greca, ispirata alla Cappella Pazzi di Filippo Brunelleschi. Capolavoro di simmetria e proporzioni, sintesi piena delle soluzioni spaziali brunelleschiane e dei postulati teorici di Leon Battista Alberti, fu costruita dal 1486 al 1495 per quanto riguarda gli interni, mentre il rivestimento esterno, interrotto nel 1506, sarà completato più tardi.
Lo stesso Sangallo riprese questo modello come base per il proprio progetto della nuova basilica di San Pietro a Roma ed il fratello Antonio da Sangallo il Vecchio per la chiesa di San Biagio a Montepulciano. A questo modello inoltre parrebbe essersi ispirato Raffaello nel suo progetto della chiesa di Sant'Eligio degli Orefici a Roma (iniziata nel 1509).
Il campanile è neoclassico, di Giuseppe e Francesco Valentini. Tra il 1884 e il 1887 venne completata la parte superiore della facciata di ponente, su progetto degli architetti Fortunato Rocchi e Giuseppe Bacci, con Camillo Boito come consulente, basandosi sui disegni del Sangallo.
Nel febbraio del 1939 papa Pio XI elevò la chiesa alla dignità di basilica minore.

## Descrizione

### Esterno

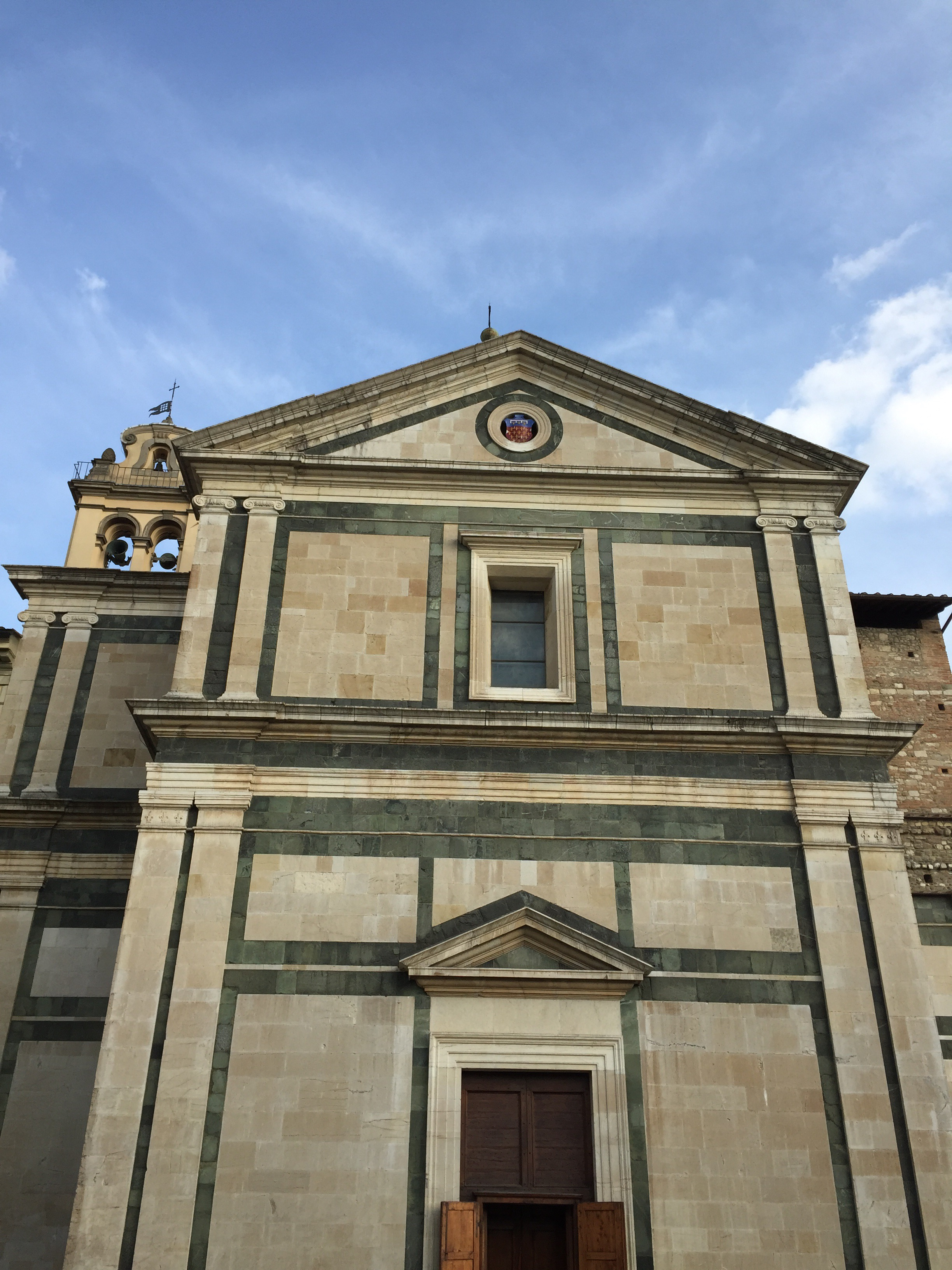
Lato esterno di ponente, ricostruito in stile negli anni 1970

Già nella veduta esterna la chiesa mostra la sua limpida struttura con quattro bracci uguali della croce greca sormontati da una cupoletta. Il rivestimento adotta la bicromia tipica dell'architettura pratese e del romanico fiorentino (la pietra alberese e il "marmo verde di Prato"), in forme però originali: l'ordine inferiore suggerisce un classico telaio sorretto da slanciate lesene binate sugli spigoli, che doveva essere riprodotto nell'ordine superiore per concludersi con un timpano; questo sistema è sottolineato da fasce in serpentino verde che suddividono gli spazi centrali intorno alle porte con timpano.
La cupoletta, di tipo brunelleschiano, sorge da un attico quadrato, con tamburo forato da dodici occhi, e copertura conica coronata dalla elegante lanterna.
Il campanile a vela fu realizzato nel 1777-1780 da Giuseppe Valentini. Su di esso sono posizionate cinque campane in Mi3: grossa, mezzanella, piccola e sonello furono realizzate da Terzo ed Emilio Rafanelli di Pistoia nel 1922, la mezzana, invece, rottasi, fu rifusa da Luigi Magni di San Concordio in Contrada(LU) nel 1952.

### Interno

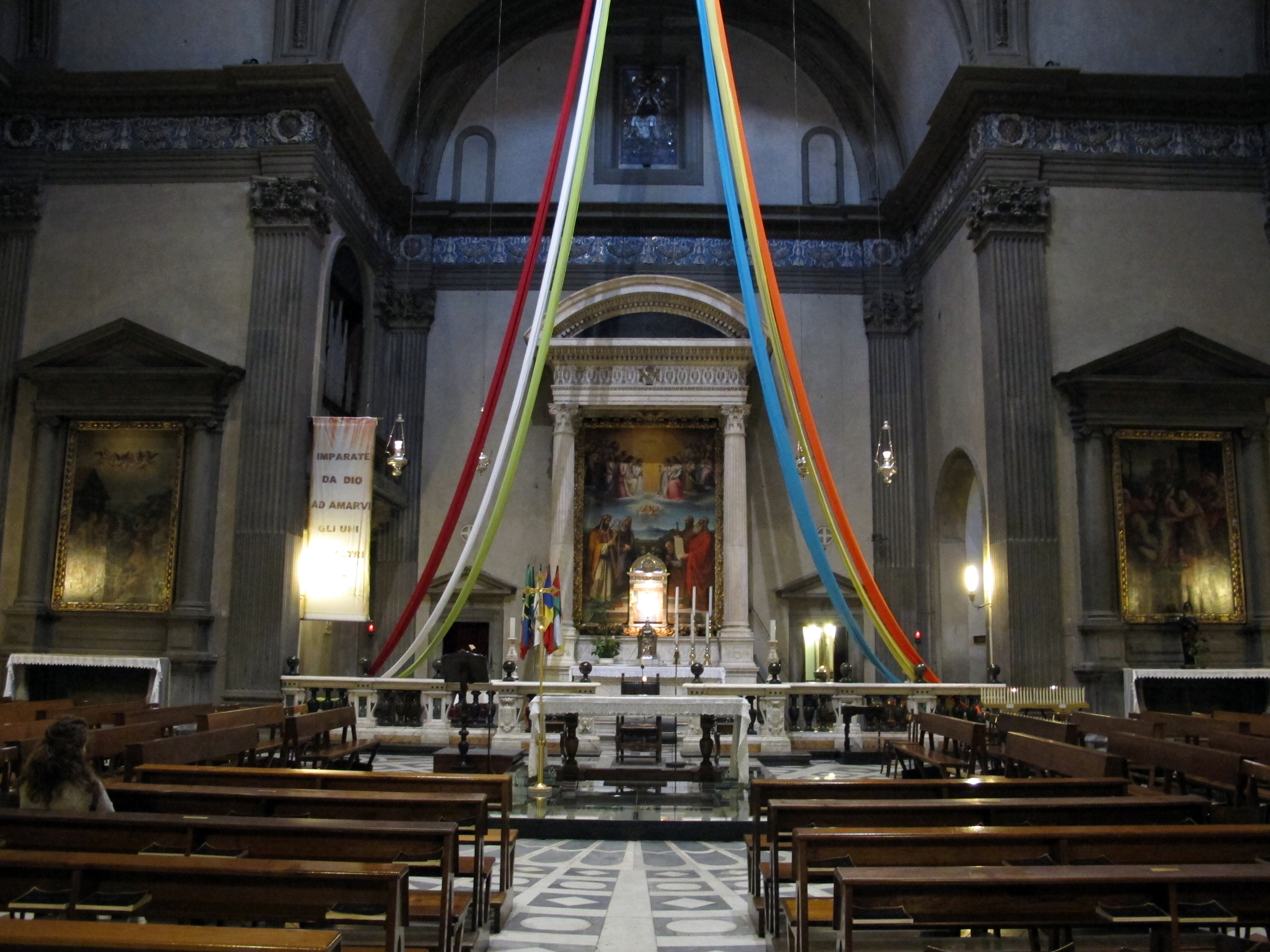
L'interno

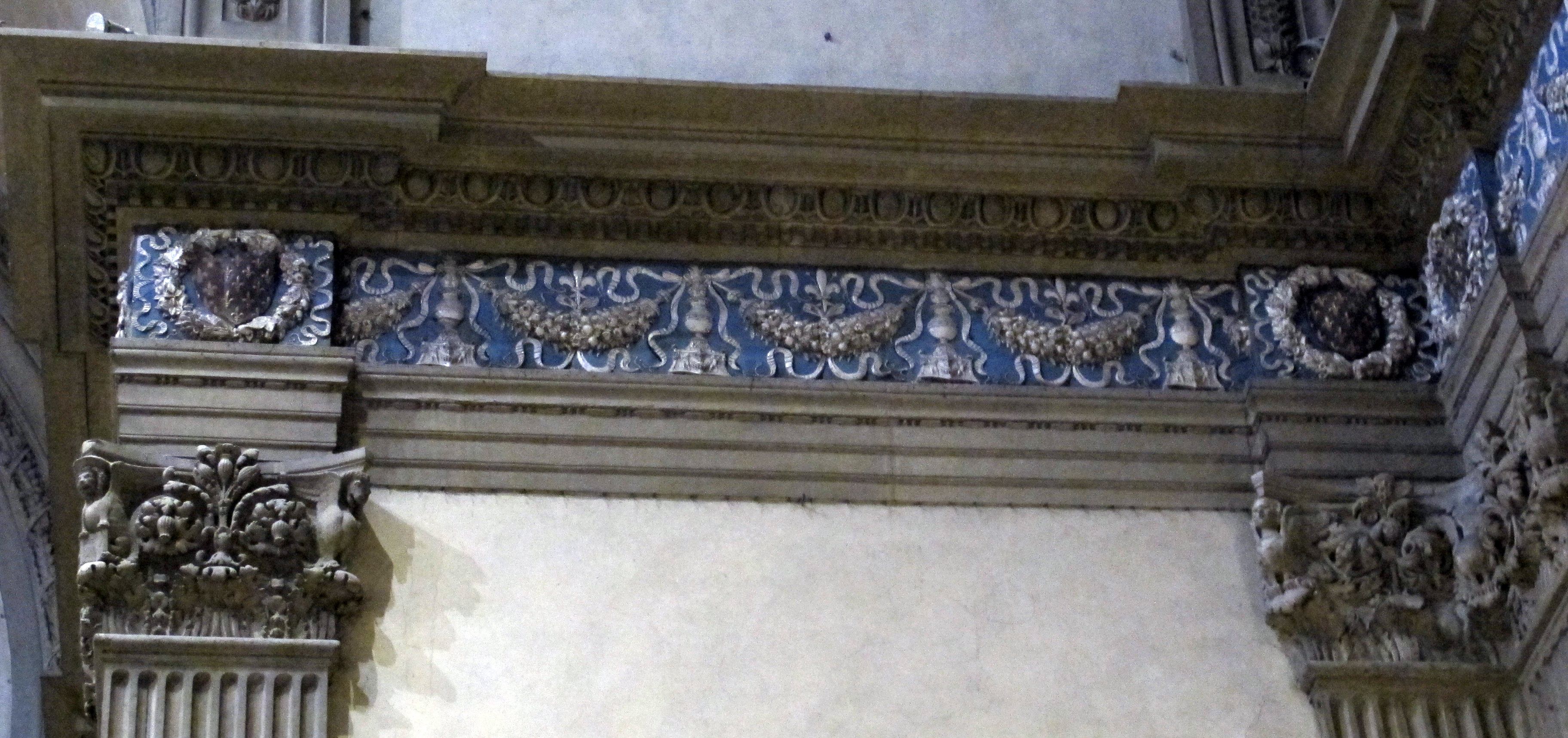
Fregio robbiano

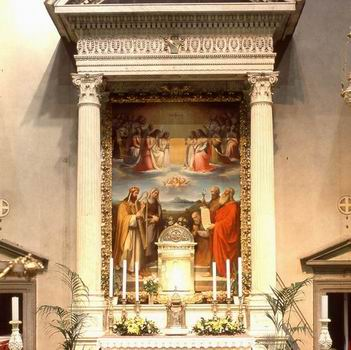
L'altare maggiore

L'interno costituisce il più sintetico e compiuto tempio rinascimentale a croce greca, di solenne classicità: i quattro bracci - mezzi cubi sormontati da semicilindri - lasciano al centro un vano cubico, sul quale si imposta la cupola emisferica.
Tutti gli spigoli sono segnati da una serie di membrature in pietra serena (lesene angolari con preziosi capitelli, sormontate da trabeazione e cornici a sottolineare la volta) che formano (come all'esterno) un telaio autonomo oltre il quale le nitide pareti intonacate perdono consistenza, dilatando visivamente lo spazio.
Quattro vetrate su disegno di Domenico Ghirlandaio (1491) arricchiscono le testate dei bracci, mentre la trabeazione si impreziosisce di un fregio a festoni e stemmi in maiolica bianca e azzurra della bottega di Andrea della Robbia, autore dei bellissimi tondi con gli Evangelisti (1491), nei pennacchi della cupola. Questa è segnata da un'originale balaustra che allontana prospetticamente, dilatandone le dimensioni, la piccola cupola suddivisa in dodici spicchi.
L'altare maggiore, su disegno del Sangallo (1492, eseguito nel 1515), è una raffinatissima edicola in marmo bianco (ispirata a quelle del Pantheon), precocissimo esempio di un genere poi molto diffuso, e inquadra entro una tela di gusto purista di Antonio Marini l'affresco miracoloso della Madonna col Bambino tra i santi Leonardo e Stefano (1330-1340).
Una cappella sulla destra ha un pregevole coro ligneo intarsiato (1520), mentre all'opposto è la coeva cantoria in pietra; il braccio del presbiterio è chiuso da una balaustrata marmorea con fantasiosi stemmi, disegnata dal Buontalenti (1588), fiancheggiata da due altari in pietra (1575) con dipinti di Michele delle Colombe (Adorazione dei pastori e Visitazione).
Sotto la sacrestia (con un affresco della Madonna dell'umiltà di Pietro Miniati, 1420 circa), inglobata nel robusto edificio neocinquecentesco della Canonica (1787-1810), sono alcuni locali seminterrati dell'antico carcere.
Tra le opere una volta presenti nella chiesa, merita di essere ricordato il San Giovanni Battista di Francesco da Sangallo, capolavoro dell'artista ed unica sua opera ad essere stata realizzata in bronzo originariamente collocato sopra il fonte di marmo ancora presente. Rimosso dalla chiesa alla fine dell'Ottocento, è stato sostituito da una copia nel 1902. L'originale si trova oggi presso la Frick Collection di New York.

## Astronomia nella basilica
Nella basilica di Santa Maria delle Carceri avvengono due distinti eventi astronomici.
Nel giorno del solstizio d'estate i raggi solari penetrano all'interno della chiesa, attraverso la lanterna della cupola, andando ad illuminare l'affresco della Vergine per alcuni istanti in prossimità del mezzogiorno solare pratese.
Un altro evento astronomico si verifica invece il 15 luglio alle ore 15:18, che corrispondono alle ore 14:03 dell'orario solare pratese. In questo caso, un raggio solare che penetra sempre attraverso la lanterna della cupola illumina un disco collocato sopra l'altare maggiore della basilica, in ricordo della citata apparizione della Vergine del 6 luglio 1484 del calendario giuliano.

## Galleria d’immagini

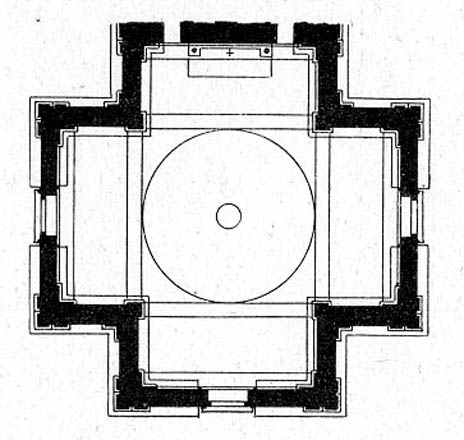
Pianta
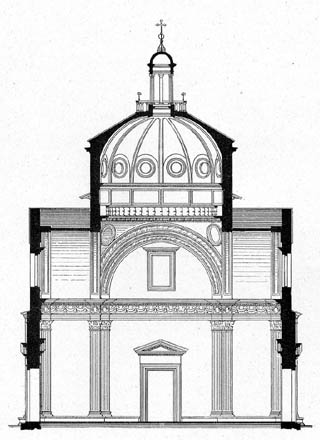
Alzato
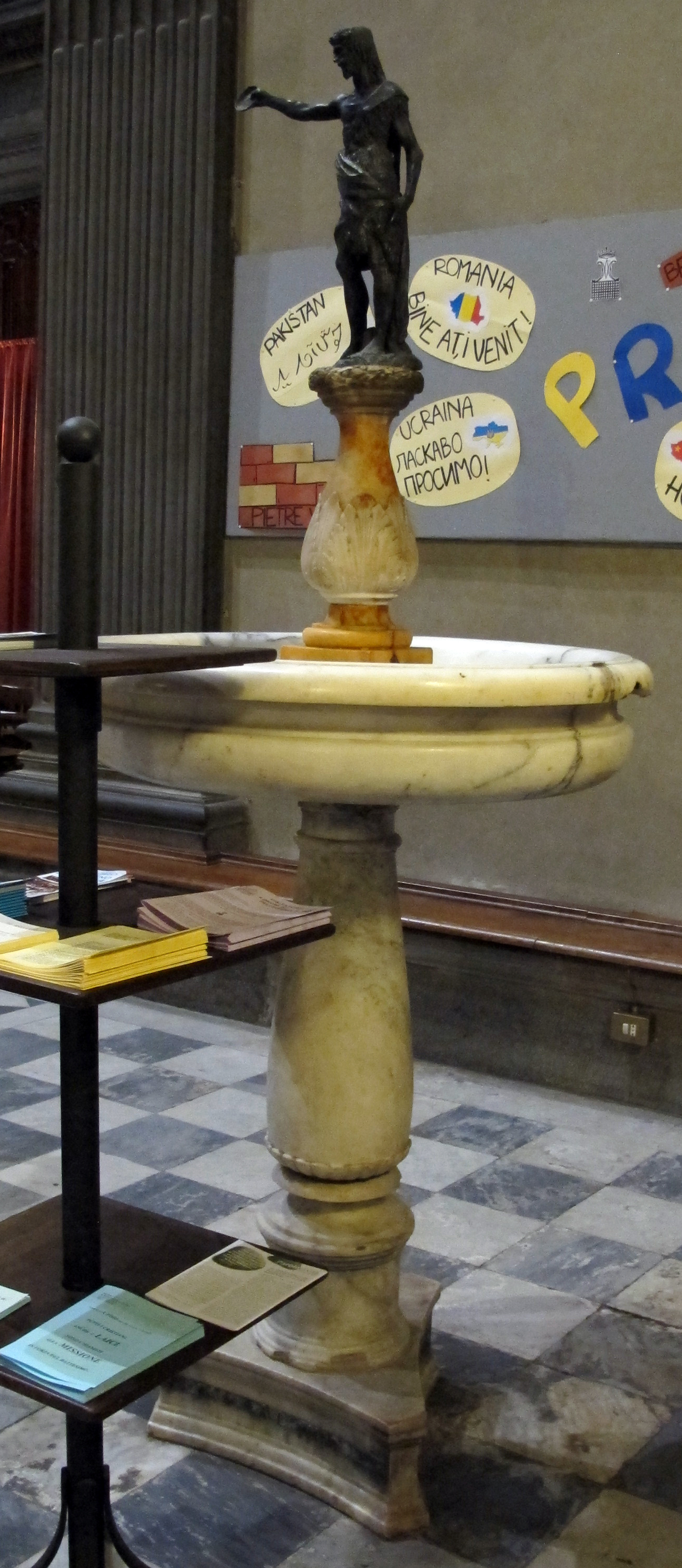
Francesco da Sangallo, acquasantiera
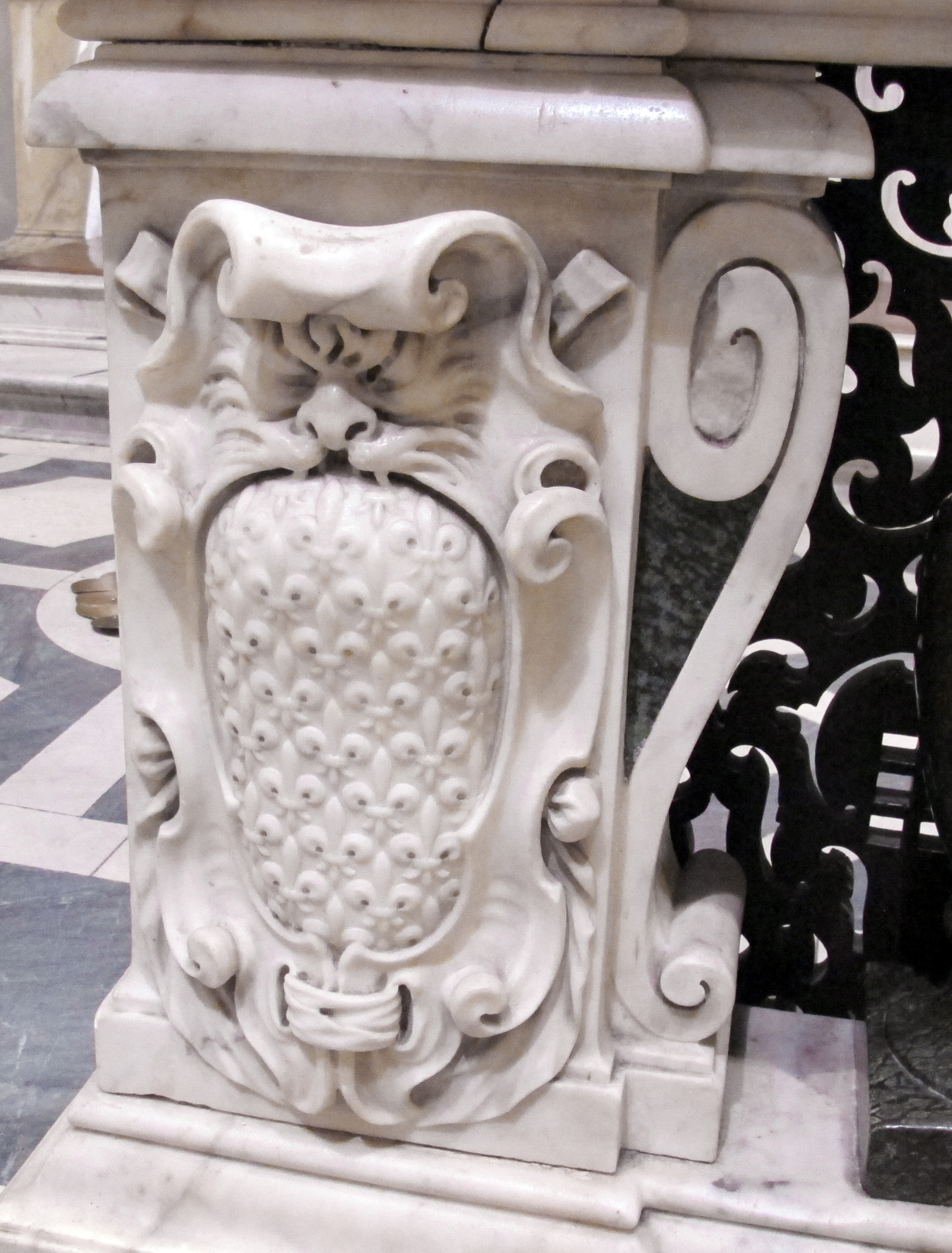
Buontalenti, balaustra con stemma di Prato
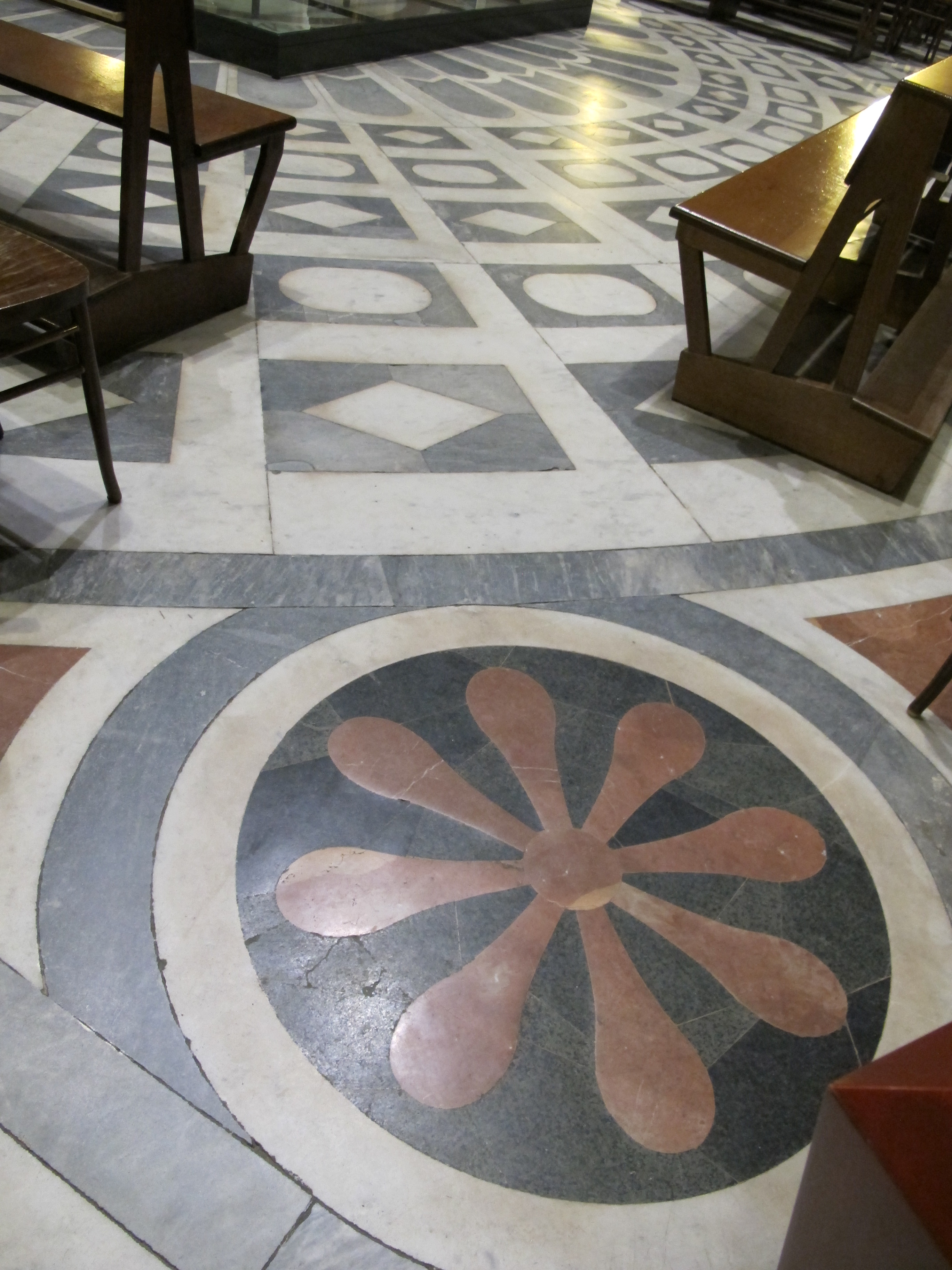
Particolare del pavimento
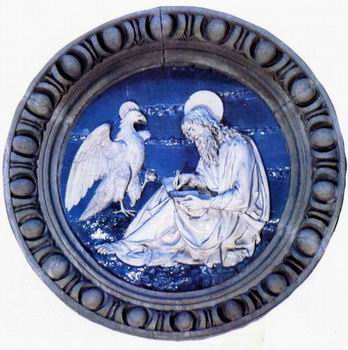
Tondo di San Giovanni Evangelista, Andrea della Robbia